# Cordia umbellifera
Cordia umbellifera är en strävbladig växtart som beskrevs av Ellsworth Paine Killip och Agostini. Cordia umbellifera ingår i släktet Cordia, och familjen strävbladiga växter. Inga underarter finns listade i Catalogue of Life.